# Fotografía in-game

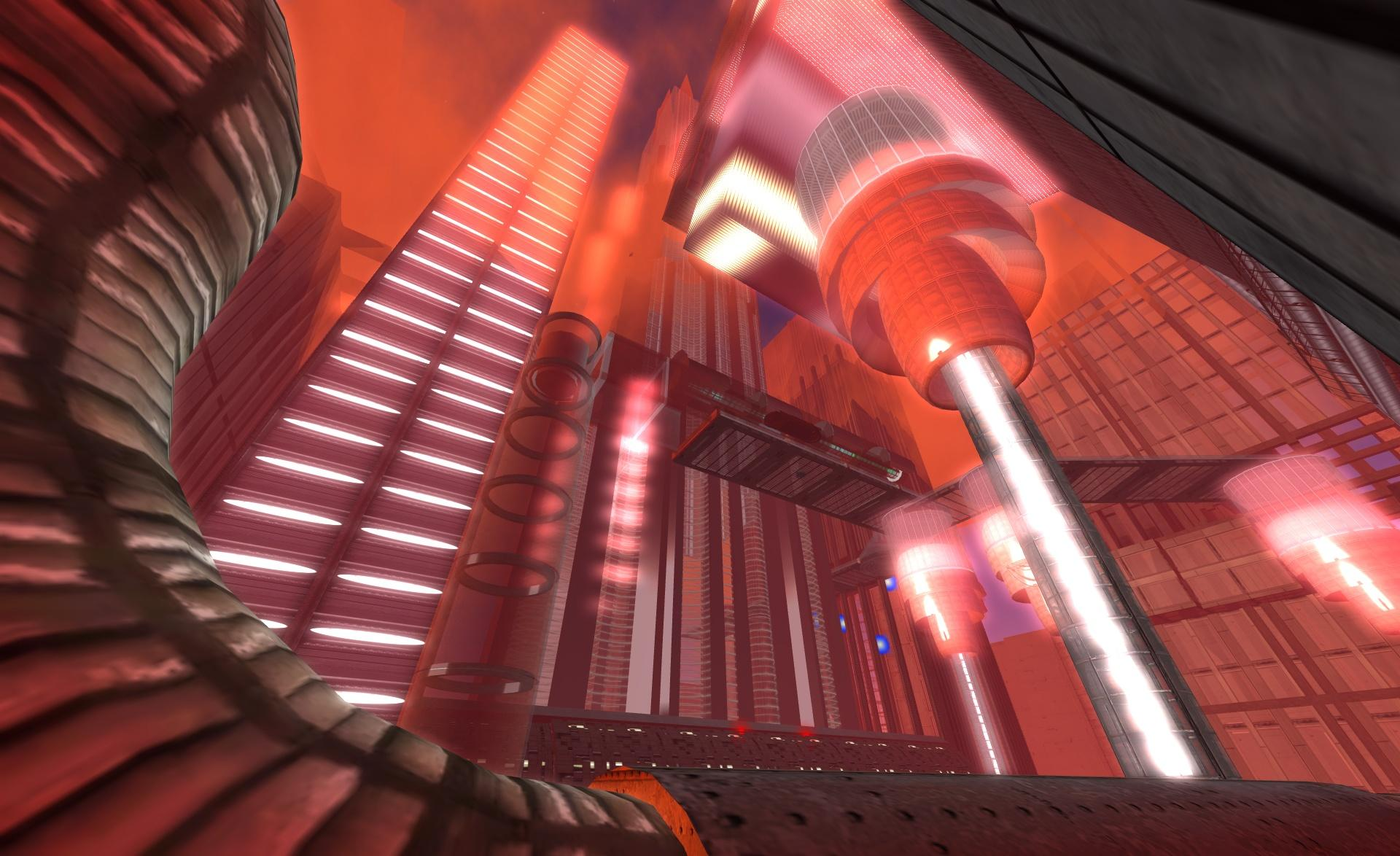
Fotografía en Second Life

Fotografía in-game ('en el juego'), también conocida como screenshotting ('captura de pantalla'), es el arte de la fotografía de videojuegos. Es una forma del arte de los nuevos medios y consiste en fotografiar los mundos de los videojuegos. La fotografía de captura de pantalla se ha exhibido en galerías de arte de todo el mundo. Las validez y legalidad de esta arte es en ocasiones cuestionada porque los fotógrafos in-game toman fotos de la obra creada por diseñadores y artistas de juegos.
Una de las primeras exposiciones de fotografía in-game fue «Thirteen Most Beautiful Avatars» por Eva y Franco Mattes. Tuvo lugar en el mundo virtual de Second Life en 2006. La exposición incluyó fotos de Second Life avatars situada en una galería virtual de arte.
En mayo de 2016, Nvidia dio a conocer un software de captura de pantalla con características profesionales que permite a las personas comunes alcanzar la calidad de un fotógrafo profesional de videojuegos. El software también cuenta con la opción de fotografía VR y es compatible con teléfonos inteligentes y Google Cardboard. Ansel fue lanzado para The Witcher 3: Wild Hunt en agosto de 2016. PlayStation anunció un modo free-roam para Firewatch de PS4, en noviembre de 2016, para uso amateur en sus sistemas de consola.